# Botanique économique
La botanique économique ou botanique appliquée est la discipline scientifique qui étudie les plantes cultivées par l'Homme et leur exploitation commerciale. Elle participe de l'anthropologie, la biologie, la conservation de la nature, la botanique, et d'autres disciplines.

## Histoire du concept
Le premier texte recensant des utilisations économiques de plantes semble être celui d'Elias Aspelin (sv), intitulé Flora oeconomica et publié en 1786,.
Selon Augustin Pyrame de Candolle, la botanique appliquée, dont l'objet est l'étude des rapports entre les végétaux et l'espèce humaine, comprend la botanique agricole, la botanique médicale, la botanique économique et industrielle, la botanique historique….
Dans la classification décimale de Dewey, la botanique économique reçoit le code 581.6.

#### Études contemporaines
- Claire Doré, F. Varoquaux, Histoire et amélioration de cinquante plantes cultivées, Éditions Quae, 2006, 812 p. (lire en ligne)
- (en) G. E. Wickens, « What is economic botany? », Economic Botany, vol. 44, no 1,‎ janvier-mars 1990, p. 12-28 (DOI 10.1007/BF02861062)
- Jacques Barrau, « La botanique économique et l'ethnobotanique au XIIe Congrès International de Botanique, Leningrad (juillet 1975) », Journal d'agriculture tropicale et de botanique appliquée, vol. 22, no 7,‎ 1975, p. 289-290 (lire en ligne).

#### Ouvrages anciens
- (la) Elias Aspelin, « Flora oeconomica », Amoenitates academicae, vol. 2, no 24,‎ 1786 (lire en ligne).